# Гаїна Борис Сергійович
Борис Сергійович Гаїна (нар. 17 серпня 1947, c. Кіцканій Векь, Теленештський район, Молдавська РСР) — винороб, академік АН Республіки Молдова.

## Біографія
Закінчив середню школу в рідному селі зі срібною медаллю і технологічний факультет Кишинівського Політехнічного Інституту в 1970 р. Член ВЛКСМ (1961–1975). Асистент Кишинівського політехнічного інституту (1970–1973), Аспірант Всесоюзного Інституту виноробства «Магарач» (Ялта, Крим). Кандидат технічних наук (1977). Зав. відділом виноробства НВО «Віерул». Член КПРС (1982-19 серпня 1991). Секретар партійної організації НВО «Віерул» (1983–1985). Доктор технічних наук (1992). Член-кореспондент АН Республіки Молдова (1995), академік АН Республіки Молдова (2001). Генеральний науковий секретар АН Республіки Молдова (2004–2009), науковий секретар відділення технічних наук (з 2009).

## Громадські посади
- Член Координаційної ради Французького Альянсу в Молдові
- Член ОРГКОМІТЕТУ VINMOLDOVA c 1995
- Член Національного фестивалю Вина Румунії

## Нагороди
- Людина 1993 року в енології. Золота медаль і почесний диплом

## Праці
- BIBLUS [Архівовано 22 грудня 2011 у Wayback Machine.]
- BIBLUS [Архівовано 4 березня 2016 у Wayback Machine.]
- BIBLUS [Архівовано 23 грудня 2011 у Wayback Machine.]
- Национальная библиотека республики Молдова Nume persoană: gaina, boris; Găină, boris
- Библиотека Конгресса США
- Российская государственная библиотека [Архівовано 4 березня 2016 у Wayback Machine.]
- 25 свідоцтв на винаходи (у співавторстві)
- 35 марок вина удостоєних 11 медалями (у співавторстві)

## Про нього
- Тудор Цопа. Місцевості Молдови. Енциклопедія. К. Дрегіште. Т. 3.
- Тудор Цопа. Воєводи натхнення. К. 2007
- Тудор Цопа. Засуджені на занепокоєння. К. 2003.
- А. Маринчук. Технічний Університет Молдови. К. Музеум, 2004
- A. Маринчук. Технічний Університет Молдови. Історичний календар. К. 2009
- A. Калчев. Орхейскіе особистості. К. Понтос .2003
- Петру Солтан. Національний календар. Національна бібліотека Респ. Молдова.2008
- Гэинэ Алексей: Детство, родители, школа [Архівовано 10 квітня 2012 у Wayback Machine.]
- А. Б. Гаина: ЛАСТОЧКИНО ГНЕЗДО или КИЦКАНСКИЙ КОММУНИСТ [Архівовано 7 листопада 2014 у Wayback Machine.]

1. 1 2  Чеська національна авторитетна база даних